# 新加坡早期歷史
新加坡早期歷史意指新加坡1819年之前的歷史。关于新加坡的最早的文字記載可追溯到公元2世紀，当时希臘地理學者托勒密把新加坡及其周遭地區称为薩瓦納（Sabana）地區。
公元3世纪，马来人将新加坡的主岛命名为“Pulau Ujong”，取意“（马来半岛）末端的岛屿”。东吴孙权时期交广刺史吕岱于243年派遣朱应、康泰南宣国化。康泰于归国后著《吴时外国传》记录出使南国时的经历的一百数十国的见闻，其中蒲罗中国就是Pulau Ujong 的对音，是新加坡最早的中文名称。。后来，新加坡又被赋予（海峡之邦）的别誉，故《新唐书》中称“萨庐都”，在《宋史》中作“柴历亭”。早期的华人移民以（海峡）为本源，呼其作“石叻”。
1320年，元朝派人到“龙牙门”（Selat Panikam）寻找大象；1325年，龙牙门派使臣到中国。有学者指出“龙牙门”就是龙牙岛，即林加群島一小岛。
1330年，中国元代航海家汪大渊首次来到新加坡，并在所著《岛夷志略》一书中将之称为“单马锡”，并留下了“近年素可泰王朝曾派七十多艘兵船攻打单马锡，一月不下”的记录。
1365年的《爪哇史颂》把新加坡叫做，而绘制于1430年（明代宣德五年）的《郑和航海图》则称新加坡为“淡马锡”，类似的名字还出现在同一时期的一份越南文献上。“单马锡”、“淡马锡”、，都是马来文（海城）的对音，源自梵文（黄金）。
馬來史書《马来纪年》（Sejarah Melayu）記載，公元13世纪时，一位室利佛逝王子Sri Tri Buana（又名山尼拉乌他马）的船隻擱淺在該島上。王子在這座島上看到一只獅子，認為是個吉兆，便將該島定名為Singha-pura（或Singapura），在梵語中singha的意思就是獅子，pura则是城市。然而新加坡并没有獅子，因此也有人认为“狮城”一名来源于该岛的形状。
14世纪的暹罗（今泰国）和位于爪哇岛的满者伯夷（Majapahit Empire）正在争夺新加坡的控制权。《马来纪年》记载，在1390年代，一个叫拜里米蘇拉(Parameswara)的三佛齊王子在被满者伯夷王国推翻后逃亡到淡马锡，并统治五年。之后他又被迫逃亡到麻坡（Muar），再转移到马六甲，并建立了马六甲苏丹国（Sultanate of Malacca）。
15世纪初，新加坡是泰国的属国，但是马六甲苏丹王朝很快就将其纳入自己的领土。新加坡成為海軍統帥漢都亞的封地，亦成为该苏丹国重要的贸易港口。
1511年，葡萄牙占领了马六甲。逃亡到新加坡的马来将领在舊柔佛 （页面存档备份，存于）（Johor Lama）建立新的国都，在新加坡设置了港口官员。1587年，葡萄牙人占领了舊柔佛拉玛。1613年，葡萄牙人焚毀了新加坡河河口的據點。此后两个世纪内没有关于新加坡的史料。

## 註解
1. ↑  许云樵《康泰吴时外国传辑注·蒲罗中国》四十四页 “拘利正东行，极犄头海边有居人，名蒲罗中国”。新加坡南洋研究所出版 1971
2. ↑  .   [2016-04-29]. （原始内容存档于2016-07-01）. 外部链接存在于|title= (帮助)
3. ↑  . U.S. Library of Congress.   [2006-06-18]. （原始内容存档于2006-09-23）.
4. 1 2  . U.S. Library of Congress.   [2006-06-18]. （原始内容存档于2006-09-23）.
5. ↑  . U.S. Library of Congress.   [2006-06-18]. （原始内容存档于2006-09-23）.
6. ↑  . Asian Studies @ University of Texas at Austin.   [7 July 2006]. （原始内容存档于2007年3月23日）.
7. ↑  Borschberg, P. . Singapore: NUS Press. 2010: 157–158. ISBN 978-9971-69-464-7.
8. ↑  . U.S. Library of Congress.   [1 May 2007]. （原始内容存档于2006-09-23）.